# Europees kampioenschap voetbal onder 21 - 2007/Selecties
In dit artikel staan de selecties van de landen die uitkwamen op het Europees kampioenschap voetbal onder 21 van 2007. Het toernooi werd gespeeld in Nederland van zondag 10 juni tot en met zaterdag 23 juni. De wedstrijden vonden plaats in het Abe Lenstra Stadion (Heerenveen), de GelreDome (Arnhem), de Goffert (Nijmegen) en de Euroborg (Groningen) – waar ook de finale werd gespeeld.

## Groep A

### België
- Coach:  Jean-François De Sart
- Groep: Groep A

| #  | Naam              | Geboren    | Club             |
| -- | ----------------- | ---------- | ---------------- |
| 1  | Logan Bailly      | 27-12-1985 | RC Genk          |
| 2  | Sepp De Roover    | 12-11-1984 | Sparta Rotterdam |
| 3  | Steve Colpaert    | 13-09-1986 | FC Brussels      |
| 4  | Thomas Vermaelen  | 14-11-1985 | Ajax             |
| 5  | Landry Mulemo     | 17-09-1986 | Sint-Truiden     |
| 6  | Nicolas Lombaerts | 20-03-1985 | AA Gent          |
| 7  | Killian Overmeire | 06-12-1985 | SC Lokeren       |
| 8  | Faris Haroun      | 22-09-1985 | RC Genk          |
| 9  | Kevin Mirallas    | 05-10-1987 | Lille            |
| 10 | Jan Vertonghen    | 24-04-1987 | RKC Waalwijk     |
| 11 | Maarten Martens   | 02-07-1984 | AZ               |
| 12 | Frank Boeckx      | 27-09-1986 | Sint-Truiden     |

| #  | Naam                 | Geboren    | Club          |
| -- | -------------------- | ---------- | ------------- |
| 13 | Guillaume Gillet     | 09-03-1985 | AA Gent       |
| 14 | Tom De Mul           | 04-03-1986 | Sevilla       |
| 15 | Sébastien Pocognoli  | 01-08-1987 | RC Genk       |
| 16 | Tom De Sutter        | 03-07-1985 | Cercle Brugge |
| 17 | Marouane Fellaini    | 22-11-1988 | Standard Luik |
| 18 | Laurent Ciman        | 05-08-1985 | Charleroi     |
| 19 | Stijn De Smet        | 27-03-1985 | Cercle Brugge |
| 20 | Anthony Vanden Borre | 24-10-1987 | Anderlecht    |
| 21 | Michaël Cordier      | 27-03-1984 | FC Brussels   |
| 22 | Jonathan Blondel     | 03-04-1984 | Club Brugge   |
| 23 | Axel Witsel          | 12-01-1989 | Standard Luik |

Afvallers:

Spelers die voor aanvang van het toernooi afvielen:
- Steve Colpaert (beenbreuk)
- Mousa Dembélé (niet op tijd fit geraakt)
- Steven Defour
- Vincent Kompany (niet op tijd fit geraakt)
- Jonathan Legear (niet op tijd fit geraakt)
- Glenn Verbauwhede
- Jeanvion Yulu-Matondo

### Israël
- Coach:  Guy Levy
- Groep: Groep A

| #  | Naam             | Geboren    | Club                |
| -- | ---------------- | ---------- | ------------------- |
| 1  | Ohad Levita      | 17-02-1986 | Hapoel Kfar-Saba    |
| 2  | Yuval Spungin    | 03-04-1987 | Maccabi Tel-Aviv    |
| 3  | Eliran Danin     | 29-03-1984 | Hapoel Kfar-Saba    |
| 4  | Shai Maymon      | 18-03-1986 | Maccabi Herzliya    |
| 5  | Dekel Keinan     | 15-09-1984 | Maccabi Haifa       |
| 6  | Lior Jan         | 20-08-1986 | Maccabi Tel-Aviv    |
| 7  | Idan Srur        | 05-10-1986 | Hapoel Petach-Tikva |
| 8  | Aviram Baruchyan | 20-05-1985 | Beitar Jeruzalem    |
| 9  | Barak Itzhaki    | 25-09-1984 | Beitar Jeruzalem    |
| 10 | Toto Tamuz       | 04-01-1988 | Beitar Jeruzalem    |
| 11 | Omer Peretz      | 26-01-1986 | Maccabi Tel-Aviv    |
| 12 | Rami Duani       | 25-05-1987 | Hapoel Tel-Aviv     |

| #  | Naam             | Geboren    | Club                 |
| -- | ---------------- | ---------- | -------------------- |
| 13 | Nitzan Damari    | 13-01-1987 | Maccabi Petach-Tikva |
| 14 | Shlomi Arbeitman | 14-05-1985 | Maccabi Haifa        |
| 15 | Naor Peser       | 18-10-1985 | Maccabi Petach-Tikva |
| 16 | Amit Ben Shushan | 20-03-1985 | Beitar Jeruzalem     |
| 17 | Ben Sahar        | 10-08-1989 | Chelsea              |
| 18 | Tom Al Madon     | 30-11-1984 | Maccabi Haifa        |
| 19 | Dani Bondarv     | 07-02-1987 | Hapoel Tel-Aviv      |
| 20 | Amir Taga        | 01-02-1985 | Maccabi Netanya      |
| 21 | Shiran Yeyni     | 18-12-1986 | Maccabi Tel-Aviv     |
| 22 | Lior Rafaelov    | 26-04-1986 | Maccabi Haifa        |
| 23 | Yossi Shekel     | 24-09-1984 | Maccabi Herzliya     |

Afvallers:

Spelers die voor aanvang van het toernooi afvielen:
- Ori Shitrit (achilles-blessure)

### Nederland
- Coach:  Foppe de Haan
- Groep: Groep A

| #  | Naam              | Geboren    | Club          |
| -- | ----------------- | ---------- | ------------- |
| 1  | Boy Waterman      | 24-01-1984 | AZ            |
| 2  | Gianni Zuiverloon | 30-12-1986 | sc Heerenveen |
| 3  | Ron Vlaar         | 16-10-1985 | Feyenoord     |
| 4  | Arnold Kruiswijk  | 02-11-1984 | FC Groningen  |
| 5  | Erik Pieters      | 07-08-1988 | FC Utrecht    |
| 6  | Hedwiges Maduro   | 13-02-1985 | Ajax          |
| 7  | Julian Jenner     | 28-02-1984 | AZ            |
| 8  | Royston Drenthe   | 08-04-1987 | Feyenoord     |
| 9  | Ryan Babel        | 19-12-1986 | Ajax          |
| 10 | Ismaïl Aissati    | 10-08-1988 | FC Twente     |
| 11 | Daniël de Ridder  | 06-03-1984 | Celta de Vigo |
| 12 | Luigi Bruins      | 09-03-1987 | Excelsior     |

| #  | Naam                  | Geboren    | Club             |
| -- | --------------------- | ---------- | ---------------- |
| 13 | Maceo Rigters         | 22-01-1984 | NAC Breda        |
| 14 | Roy Beerens           | 22-04-1987 | N.E.C.           |
| 15 | Robbert Schilder      | 18-04-1986 | Heracles Almelo  |
| 16 | Kenneth Vermeer       | 10-01-1986 | Ajax             |
| 17 | Haris Međunjanin      | 08-03-1985 | Sparta Rotterdam |
| 18 | Ryan Donk             | 30-03-1986 | AZ               |
| 19 | Calvin Jong-a-Pin     | 18-07-1986 | sc Heerenveen    |
| 20 | Tim Janssen           | 06-04-1986 | RKC Waalwijk     |
| 21 | Frank van der Struijk | 28-03-1985 | Willem II        |
| 22 | Otman Bakkal          | 27-02-1985 | FC Twente        |
| 23 | Tim Krul              | 03-04-1988 | Newcastle United |

Afvallers:

Spelers die voor aanvang van het toernooi afvielen:
- Urby Emanuelson (oververmoeidheid)
- Stijn Schaars (blessure)
- Evander Sno (blessure)
- Piet Velthuizen (blessure)

### Portugal
- Coach:  José Couceiro
- Groep: Groep A

| #  | Naam                  | Geboren    | Club                |
| -- | --------------------- | ---------- | ------------------- |
| 1  | Paulo Ribeiro         | 06-03-1984 | FC Porto            |
| 2  | Eurípedes Amoreirinha | 05-08-1984 | Estrela da Amadora  |
| 3  | João Pereira          | 25-02-1984 | Gil Vicente         |
| 4  | Miguel Veloso         | 11-05-1986 | Sporting Portugal   |
| 5  | José Semedo           | 11-01-1985 | Cagliari            |
| 6  | Sérgio Organista      | 26-08-1984 | Pontevedra          |
| 7  | Filipe Oliveira       | 27-05-1984 | Marítimo Funchal    |
| 8  | Manuel Fernandes      | 05-02-1986 | Everton             |
| 9  | Hugo Almeida          | 23-05-1984 | Werder Bremen       |
| 10 | João Moutinho         | 08-09-1986 | Sporting Portugal   |
| 11 | José Gonçalves        | 17-09-1985 | Heart of Midlothian |
| 12 | Ricardo Batista       | 19-11-1986 | Wycombe Wanderers   |

| #  | Naam             | Geboren    | Club              |
| -- | ---------------- | ---------- | ----------------- |
| 13 | Rolando          | 31-08-1985 | Belenenses        |
| 14 | Paulo Machado    | 31-03-1986 | União Leiria      |
| 15 | Ruben Amorim     | 27-01-1985 | Belenenses        |
| 16 | João Moreira     | 07-02-1986 | Valencia          |
| 17 | Ricardo Vaz Tê   | 01-10-1986 | Bolton Wanderers  |
| 18 | Nani             | 17-11-1986 | Sporting Portugal |
| 19 | Silvestre Varela | 02-02-1985 | Vitória Setúbal   |
| 20 | Yannick Djaló    | 05-05-1986 | Sporting Portugal |
| 21 | Antunes          | 01-04-1987 | Paços de Ferreira |
| 22 | Manuel da Costa  | 06-05-1986 | PSV               |
| 23 | João Botelho     | 22-09-1985 | Santa Clara       |

## Groep B

### Engeland
- Coach:  Stuart Pearce
- Groep: Groep B

| #  | Naam              | Geboren    | Club              |
| -- | ----------------- | ---------- | ----------------- |
| 1  | Scott Carson      | 03-09-1985 | Liverpool         |
| 2  | Justin Hoyte      | 20-11-1984 | Arsenal           |
| 3  | Leighton Baines   | 11-12-1984 | Wigan Athletic    |
| 4  | Steven Taylor     | 23-01-1986 | Newcastle United  |
| 5  | Anton Ferdinand   | 18-02-1985 | West Ham United   |
| 6  | Gary Cahill       | 19-12-1985 | Aston Villa       |
| 7  | Nigel Reo-Coker   | 14-05-1984 | West Ham United   |
| 8  | David Bentley     | 27-08-1984 | Blackburn Rovers  |
| 9  | Kieran Richardson | 21-10-1984 | Manchester United |
| 10 | David Nugent      | 02-05-1985 | Preston North End |
| 11 | Ashley Young      | 09-07-1985 | Aston Villa       |
| 12 | Wayne Routledge   | 07-01-1985 | Tottenham Hotspur |

| #  | Naam               | Geboren    | Club              |
| -- | ------------------ | ---------- | ----------------- |
| 13 | Joe Hart           | 19-04-1987 | Manchester City   |
| 14 | Liam Rosenior      | 09-07-1984 | Fulham            |
| 15 | James Milner       | 04-01-1986 | Newcastle United  |
| 16 | Leroy Lita         | 28-12-1984 | Reading           |
| 17 | Tom Huddlestone    | 28-12-1986 | Tottenham Hotspur |
| 18 | Mark Noble         | 08-05-1987 | West Ham United   |
| 19 | Matthew Derbyshire | 14-04-1986 | Blackburn Rovers  |
| 20 | Nedum Onuoha       | 30-11-1986 | Manchester City   |
| 21 | James Vaughan      | 14-07-1988 | Everton           |
| 22 | Ben Alnwick        | 01-01-1987 | Sunderland        |
| 23 | Peter Whittingham  | 08-09-1984 | Cardiff City      |

Afvallers:

Spelers die voor aanvang van het toernooi afvielen:
- Gabriel Agbonlahor (was onbereikbaar)
- David Bentley (oververmoeidheid)
- Theo Walcott

### Italië
- Coach:  Pierluigi Casiraghi
- Groep: Groep B

| #  | Naam               | Geboren    | Club           |
| -- | ------------------ | ---------- | -------------- |
| 1  | Gianluca Curci     | 07-12-1985 | AS Roma        |
| 2  | Marco Andreolli    | 10-06-1986 | Internazionale |
| 3  | Giorgio Chiellini  | 14-08-1984 | Juventus       |
| 4  | Antonio Nocerino   | 09-04-1985 | Piacenza       |
| 5  | Andrea Mantovani   | 22-06-1984 | Chievo Verona  |
| 6  | Marco Motta *      | 14-05-1986 | Udinese        |
| 7  | Riccardo Montolivo | 18-01-1985 | Fiorentina     |
| 8  | Alberto Aquilani   | 07-07-1984 | AS Roma        |
| 9  | Giampaolo Pazzini  | 02-08-1984 | Fiorentina     |
| 10 | Alessandro Rosina  | 31-01-1984 | Torino         |
| 11 | Giuseppe Rossi     | 01-02-1987 | Parma          |
| 12 | Emiliano Viviano   | 01-02-1985 | Brescia        |

| #  | Naam               | Geboren    | Club           |
| -- | ------------------ | ---------- | -------------- |
| 13 | Andrea Coda        | 25-04-1985 | Udinese        |
| 14 | Domenico Criscito  | 30-12-1986 | Genoa          |
| 15 | Michele Canini     | 05-06-1985 | Cagliari       |
| 16 | Daniele Dessena    | 10-05-1987 | Parma          |
| 17 | Andrea Raggi       | 24-06-1984 | Empoli         |
| 18 | Simone Padoin      | 18-03-1984 | Vicenze        |
| 19 | Graziano Pellè     | 15-07-1985 | Cesena         |
| 20 | Raffaele Palladino | 17-04-1984 | Juventus       |
| 21 | Andrea Lazzari     | 03-12-1984 | Piacenza       |
| 22 | Andrea Consigli    | 27-01-1987 | Sambenedettese |
| 23 | Luca Cigarini      | 20-06-1986 | Parma          |

Afvallers:

Spelers die voor aanvang van het toernooi afvielen:
- * Alessandro Potenza (heupblessure; vervangen door Marco Motta)

### Servië
- Coach:  Miroslav Đukić
- Groep: Groep B

| #  | Naam               | Geboren    | Club               |
| -- | ------------------ | ---------- | ------------------ |
| 1  | Damir Kahriman     | 19-11-1984 | Konyaspor          |
| 2  | Branislav Ivanović | 22-02-1984 | Lokomotiv Moskou   |
| 3  | Antonio Rukavina   | 26-01-1984 | Partizan Belgrado  |
| 4  | Nemanja Rnić       | 30-09-1984 | Partizan Belgrado  |
| 5  | Gojko Kačar        | 26-01-1987 | Vojvodina Novi Sad |
| 6  | Aleksandar Kolarov | 10-11-1985 | OFK Belgrado       |
| 7  | Milan Smiljanić    | 19-11-1986 | Partizan Belgrado  |
| 8  | Boško Janković     | 01-03-1984 | Real Mallorca      |
| 9  | Đorđe Rakić        | 31-10-1985 | OFK Belgrado       |
| 10 | Dejan Milovanović  | 21-01-1984 | Rode Ster Belgrado |
| 11 | Duško Tošić        | 19-01-1985 | FC Sochaux         |
| 12 | Igor Stefanović    | 12-04-1988 | FK Zemun           |

| #  | Naam              | Geboren    | Club                 |
| -- | ----------------- | ---------- | -------------------- |
| 13 | Nikola Drinčić    | 07-01-1984 | Amkar Perm           |
| 14 | Stefan Babović    | 07-01-1987 | OFK Belgrado         |
| 15 | Predrag Pavlović  | 19-08-1986 | FK Napredak Kruševac |
| 16 | Đorđe Ivelja      | 30-06-1984 | OFK Belgrado         |
| 17 | Miloš Krasić      | 01-11-1984 | CSKA Moskou          |
| 18 | Dragan Mrdja      | 23-01-1984 | Lierse SK            |
| 19 | Dušan Basta       | 18-08-1984 | Rode Ster Belgrado   |
| 20 | Slobodan Rajković | 03-02-1989 | OFK Belgrado         |
| 21 | Zoran Tošić       | 28-04-1987 | Banat Zrenjanin      |
| 22 | Nikola Petković   | 28-03-1986 | Vojvodina Novi Sad   |
| 23 | Aleksandar Kesić  | 18-08-1987 | Mladost Apatin       |

### Tsjechië
- Coach:  Ladislav Škorpil
- Groep: Groep B

| #  | Naam           | Geboren    | Club                    |
| -- | -------------- | ---------- | ----------------------- |
| 1  | Zdeněk Zlámal  | 05-11-1985 | FC Tescoma Zlín         |
| 2  | Josef Kaufman  | 27-03-1984 | FK Teplice              |
| 3  | Martin Kuncl * | 01-04-1984 | 1. FC Brno              |
| 4  | Roman Hubník   | 06-06-1984 | FK Moskou               |
| 5  | Michal Kadlec  | 13-12-1984 | Sparta Praag            |
| 6  | Luboš Hušek    | 26-01-1984 | Sparta Praag            |
| 7  | Daniel Kolář   | 27-10-1985 | Sparta Praag            |
| 8  | Tomáš Jirsák   | 29-06-1984 | FK Teplice              |
| 9  | Tomáš Krbeček  | 27-10-1985 | Viktoria Pilsen         |
| 10 | Jan Holenda    | 22-08-1985 | Dynamo České Budějovice |
| 11 | Daniel Pudil   | 27-09-1985 | Slovan Liberec          |
| 12 | Michal Švec    | 19-03-1987 | Slavia Praag            |

| #  | Naam               | Geboren    | Club                    |
| -- | ------------------ | ---------- | ----------------------- |
| 13 | Martin Klein       | 02-07-1984 | FK Teplice              |
| 14 | Michal Papadopulos | 14-04-1985 | Bayer Leverkusen        |
| 15 | František Rajtoral | 12-03-1986 | Baník Ostrava           |
| 16 | Josef Kubásek      | 06-05-1985 | Baník Sokolov           |
| 17 | Jiří Kladrubský    | 19-11-1985 | Dynamo České Budějovice |
| 18 | Jan Kysela         | 17-12-1985 | Mladá Boleslav          |
| 19 | Martin Fillo       | 07-02-1986 | Viktoria Pilsen         |
| 20 | Filip Rýdel *      | 30-03-1984 | Sigma Olomouc           |
| 21 | Milan Kopic        | 23-11-1985 | Mladá Boleslav          |
| 22 | Jan Blažek         | 20-05-1988 | Slovan Liberec          |
| 23 | Milan Švenger      | 06-07-1986 | Zenit Čáslav            |

Afvallers:

Spelers die voor aanvang van het toernooi afvielen:
- Tomáš Frejlach
- Mário Holek (enkelblessure; vervangen door Filip Rýdel)
- Martin Latka (dijbeen-blessure; vervangen door Martin Kuncl)